# Aplauso

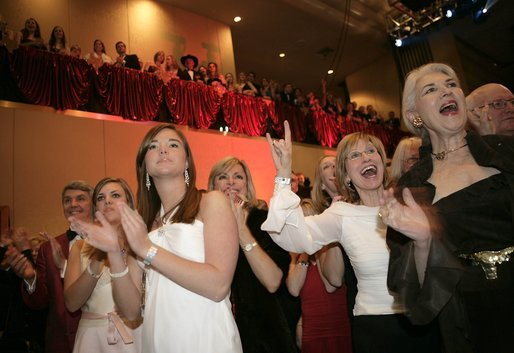
Mujeres aplaudiendo.

El aplauso (del latín applaudere) es principalmente la expresión de aprobación mediante palmadas, para crear ruido. Suele esperarse que los espectadores aplaudan tras una representación, como por ejemplo un concierto musical, un discurso público o una obra de teatro. En la mayoría de los países occidentales, los espectadores dan palmadas de forma no sincronizada para generar así un ruido constante; sin embargo, se tiende de forma natural a sincronizarse débilmente. Como forma de comunicación no verbal de masas, el aplauso es un indicador simple de la opinión media relativa del grupo completo: cuanto más ruidoso y prolongado, mayor aprobación.

## Historia
La costumbre de aplaudir puede ser tan antigua y estar tan extendida como la propia humanidad, y la diversidad de sus formas está limitada únicamente por la capacidad de los medios disponibles para hacer ruido. Dentro de cada cultura, sin embargo, el aplauso suele estar sujeto a ciertas convenciones. Los antiguos romanos tuvieron un conjunto ritual de aplauso para las representaciones públicas, expresando diversos grados de aprobación: golpear los dedos, dar palmadas con la mano plana o hueca, o agitar el faldón de la toga, lo que el emperador Aureliano sustituyó por pañuelos (orarium) que distribuyó entre el pueblo. En el teatro romano, al final de la obra, el protagonista gritaba Valete et plaudite!, y la audiencia, guiada por un corego extraoficial, coreaba su aplauso antifonalmente. Esto a menudo era organizado y remunerado.
Con la proliferación del cristianismo, las costumbres del teatro fueron adoptadas por las iglesias. Eusebio cuenta que Pablo de Samósata animaba a la congregación a aplaudir sus sermones agitando sus ropas de lino (οθοναις), y en los siglos IV y V el aplauso de la retórica de los sermones populares se habían convertido en una costumbre habitual. El aplauso en las iglesias terminó sin embargo pasando de moda y, en parte debido a la influencia de la atmósfera casi religiosa de las representaciones de Wagner en Bayreuth, el espíritu reverencial que inspiró este decaimiento pronto se extendió a los teatros y salas de concierto.

## En la actualidad
El aplauso indiscriminado es ampliamente considerado una violación de la etiqueta concertística de música clásica. Ha habido cierto número de intentos de restringirlo en diversas circunstancias. Por ejemplo, los teatros de Berlín prohíben el aplauso durante el espectáculo y antes de la bajada del telón.
Los políticos y actores famosos reciben a menudo aplausos tan pronto como aparecen en escena, incluso antes de iniciar sus discursos o interpretaciones. Este elogio se da para demostrar la admiración por sus logros pasados, y no es una respuesta al mitin o representación al que el público asiste.
En algunas ocasiones, el aplauso sucede en mitad de un evento. Por ejemplo, el presidente de los Estados Unidos, en su Discurso del Estado de la Unión, es interrumpido a menudo con aplausos. También es habitual que los intérpretes de jazz reciban aplausos en mitad de una melodía, tras terminar un solo improvisado. Aunque ya se ha mencionado que aplaudir durante una sinfonía se considera una falta de etiqueta, no siempre sucede así en las óperas.
También es frecuente que el público que asiste a los programas de televisión aplaudan durante el inicio y fin de este, así como en los cambios de escenario. Si el programa es un concurso, el participante recibe aplausos por sus aciertos y desaprobaciones en sus fallos («¡oh!»); al final del concurso normalmente le dedican una ovación al ganador.
El aplauso se suele acompañar con expresiones como «¡Bravo!» (por lo general cuando se trata de presentaciones musicales o declamaciones poéticas) y en algunas ocasiones con silbidos.

## Características de un aplauso
Un aplauso tiene tres características principales:
1. Intensidad: Es el grado de energía con que se realiza el aplauso
2. Ritmo: velocidad de la repetición de la palmada
3. Duración: tiempo que persiste el aplauso

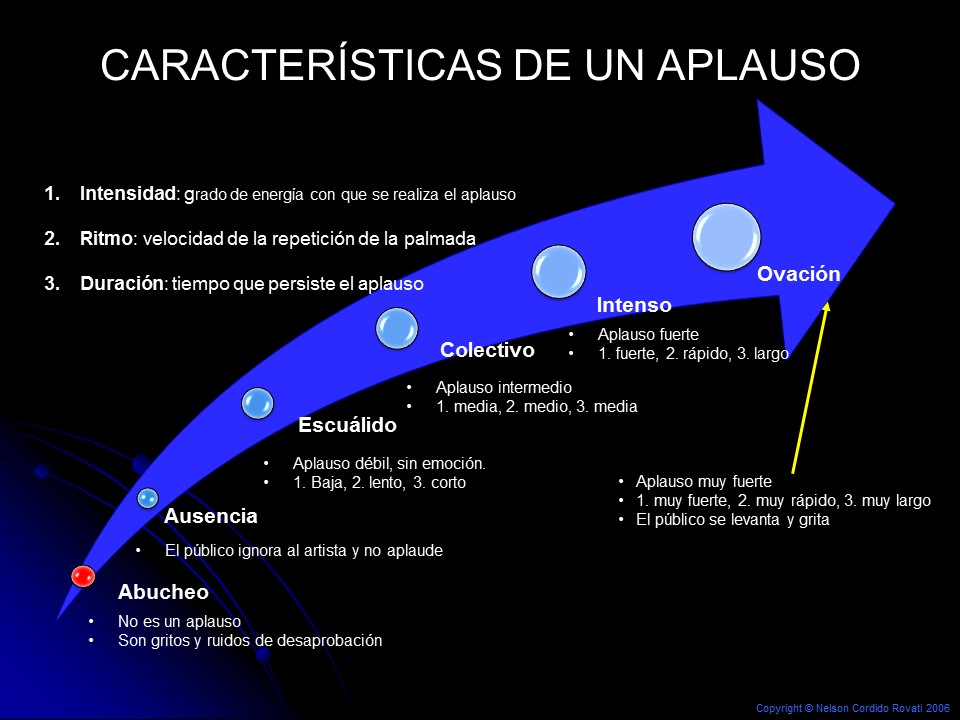
Describe las seis posibles categorías de un aplauso

De acuerdo a estas características el aplauso puede clasificarse dentro de las siguientes categorías: Abucheo, Ausencia del aplauso, Escuálido, Colectivo, Intenso, y Ovación.

## Aplauso americano
También conocido como aplauso in crescendo o aplauso lento, del inglés «slow clap». Se conoce así al aplauso usado como recurso dramático en ciertos momentos clave de las películas. Generalmente tras un discurso, un miembro de la audiencia aplaude lentamente; progresivamente otros se unen a él hasta que todo el público hace lo mismo y el «aplauso lento» se convierte en ovación, incluso con gente en pie.

## Aplauso de sordos
Las personas sordas tienen su forma de aplaudir o de dar su ovación ante lo presenciado. Ya que el aplauso es algo sonoro, y ellos no pueden escuchar su aplauso, lo que hacen es alzar las manos y moverlas en el aire, expresando su aprobación. 

## Aplauso y medio
El “aplauso y medio” es una técnica usada en distintas dinámicas de oratoria o teatro para ahorrar tiempo entre intervención e intervención. En esta técnica, se da una palmada seguida del gesto de finalización en lenguaje de signos.